# Kuchi (cão)
O Kuchi afegão (em persa: کوچی) ou Cão-pastor-afegão é uma raça de cão de pastores originária do Afeganistão, tendo o seu nome devido ao povo nômade Kuchis. É também um cão guardião de rebanho e cão de trabalho seguindo os nômades, protegendo caravanas e rebanhos de ovelhas, cabras, camelos e outros animais de lobos, grandes felinos e ladrões. E também usados em rinhas na capital Cabul. Às vezes, é considerado apenas como uma variante local do cão pastor da ásia central e seu status como uma raça distinta é discutível.

## Origem
Esta raça é, provavelmente, a mais próxima do extinto cão Molossus.

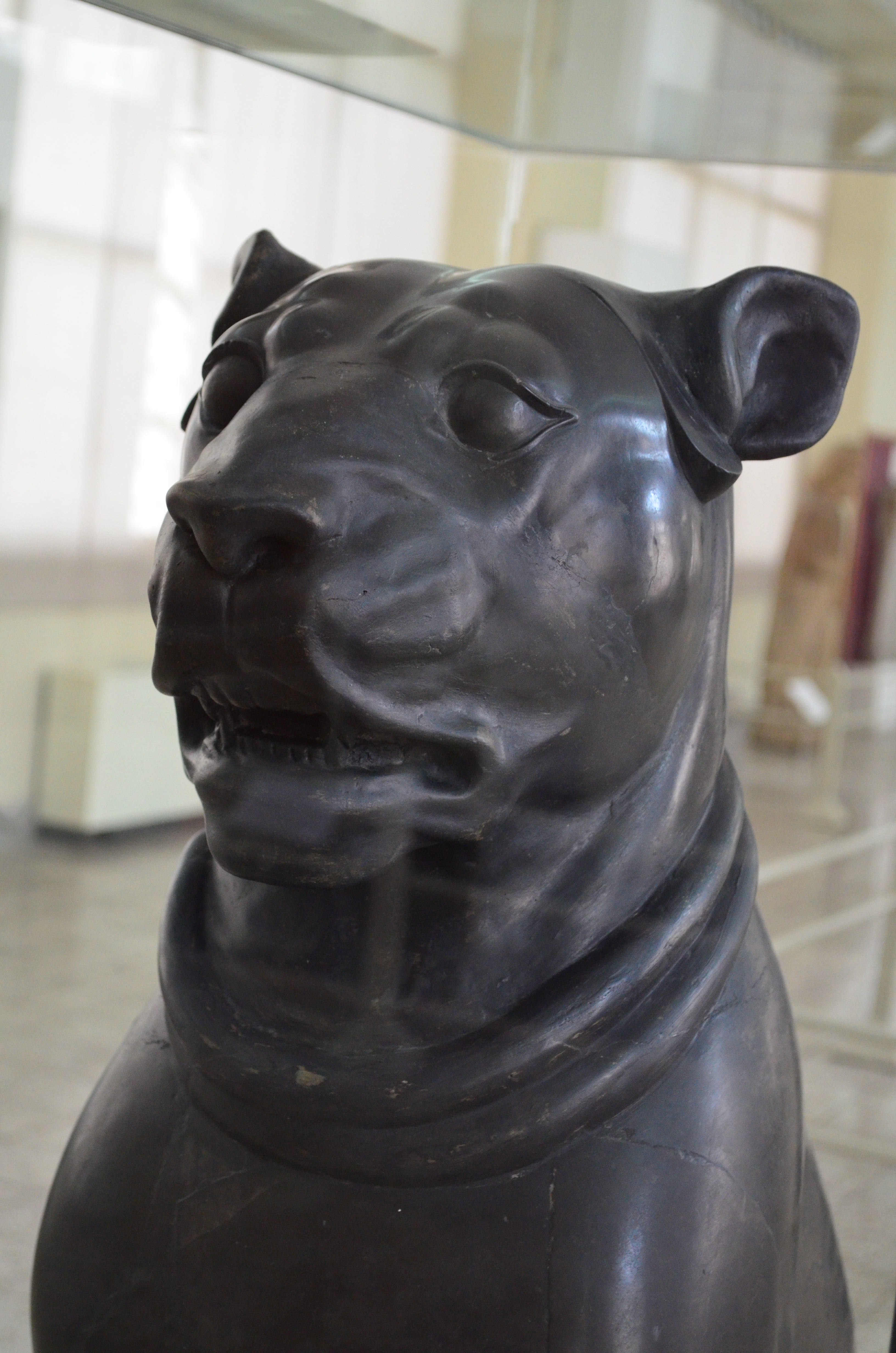
Estátua de um cão molossóide, do 5º século A.C. feita pelos persas. Museu Nacional do Irã. Possivelmente o Sage Jangi ou o Alaunt.

Sage Koochee ou Sage Jangi é o nome persa padrão dado a estes cães, e o nome em Pachto é De Kochyano Spai ou Jangi Spai, que significa "cão dos nômades" e "Cão lutador", respectivamente. É ainda muito utilizado em rinhas. Pode ser encontrado próximo ao centro e o norte do Afeganistão, Paquistão e as regiões vizinhas na Ásia Central. O Kuchi do tipo montanha, compartilha grande semelhante genética com o Pastor caucasiano. Por este cão estar intrinsecamente relacionado com a vida nômade em regiões remotas e acidentadas, onde não são utilizadas técnicas de reprodução ocidentais, é difícil identificar o "verdadeiro" Kuchi. Guerras e outros motivos na região tem afetado o povo Kuchi(Kochis), os quais muitos instalaram-se próximos as cidades, criando uma ampla oportunidade para o Kuchi cruzar com cães de outras raças. Não há nenhuma entidade organizadora para cães de raça no Afeganistão e alguns cães Kuchi foram exportados para a Europa.

## Características
O Kuchi é um cão de porte grande e a pelagem  pode variar entre relativamente longa, e curta. Pode possuir de 69 a 89 cm na altura da cernelha, e pesar entre 38 e 80 kg. Possuí três subvariedades básicasː O kuchi tipo montanha, tipo estepe e tipo deserto; uma forma alternativa de classificá-los é apenas em dois tiposː tipo leão (Djence Sheri) e tipo leopardo (Djence Palangi).